# Heinrich Ernst Karl Jordan

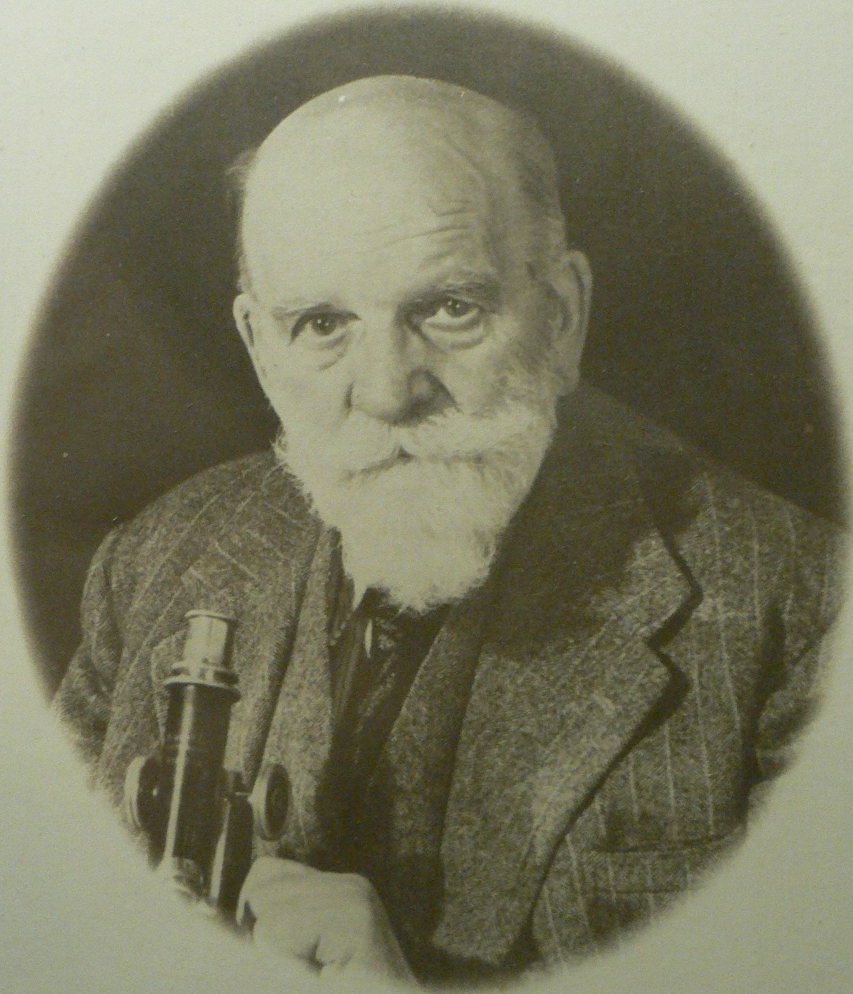
Heinrich Ernst Karl Jordan

Heinrich Ernst Karl Jordan (Hannover, 7 december 1861 - 12 januari 1959) was een Duits entomoloog.
Jordan studeerde aan de Georg-August-Universität Göttingen. In 1893 ging hij werken in Lionel Walter Rothschilds museum in Tring, alwaar hij zich specialiseerde in kevers, vlinders en vlooien. Jordan publiceerde meer dan 400 papers, waarvan veel in samenwerking met Charles en Walter Rothschild. Hij beschreef zelf 2575 nieuwe diersoorten, en nog eens 851 in samenwerking met de Rothschilds.
Jordan was de initiator van het eerste internationale entomologiecongres in 1910. Hij was lid van de Royal Society, en van 1929 tot 1930 president van de Royal Entomological Society of London.